# Кунінкаансаарі
Кунінкаансаарі (фін. Kuninkaansaari, швед. Kungsholmen) — острів, розташований поблизу фортеці Свеаборг, Гельсінкі, Фінляндія, між островами Валлісаарі та Сантахаміна, та сполучений косою з Валлісаарі.
У 2008 році Збройні сили Фінляндії передали острів Головному лісовому управлінню Фінляндії.  Громадське використання острова розпочалося навесні 2016 року.
Назва острова декілька раз змінювалася в документах та картах: Bockholmen (1640-і), Båck-Hollmen (1775) та KungsHolmen (1778), сьогоденна шведська назва використовується з 1855, фінська з 1940 року.
Військова забудова острова була розпочата після війни 1808-1809 років, коли Фінляндія була приєднана до Росії.